# ZIP-kód

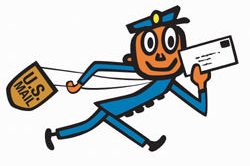
Mr. ZIP, az amerikai irányítószám népszerűsítésére készített figura

A ZIP-kód az Amerikai Egyesült Államokban használt irányítószám-rendszer neve. A ZIP a Zone Improvement Plan (~ területfejlesztési terv) rövidítése. A zip angolul emellett egy hangutánzó szó, süvítést, gyors száguldást jelent, és használatával az  amerikai posta (USPS) azt kívánja sugallni, hogy a levelek gyorsan és pontosan érnek célba.
A ZIP-kódok alapformátuma öt szám. A ZIP + 4 kód használatánál az alap öt szám kibővül egy kötőjellel és további négy számjeggyel, így adott irányítószám-körzeten belül még pontosabban lehet a címzettet megtalálni. A Zip Code eredetileg az USPS védjegye volt, de 1997-ben ez lejárt.

## Története
Az amerikai posta 1943-ban nagyobb városok számára bevezetett egy postai kerület-rendszert (az amerikai városokban általában nincsenek kisebb közigazgatási kerületek). Például:
John Smith
3256 Epiphenomenal Avenue
Minneapolis 16, Minnesota
Wikimedia Foundation Inc.
200 2nd Ave. South #358
St. Petersburg 1, Florida
Az első példában a 16, a másodikban az 1 jelzi az adott város postai kerületét.
Az 1960-as évek elejére szükségessé vált egy átfogóbb rendszer bevezetése, így 1963. július 1-jén az egész országban, egyelőre fakultatív jelleggel, bevezették az új ZIP-kódot. Az új irányítószám-rendszer megalkotójának Robert Moon postai dolgozót tartják. A Mr. Zip becenéven is ismert postai szakember 1944-ben nyújtotta be az USPS-nek a később bevezetett rendszer leírását.
Az amerikai posta a ZIP-kód első három számjegyének megalkotását tulajdonítja Robert Moonnak. Az első három szám az egész országot lefedi, az utolsó kettő pedig gyakran a régi postai kerületnek felel meg:
John Smith
3256 Epiphenomenal Avenue
Minneapolis, Minnesota 55416
Wikimedia Foundation Inc.
200 2nd Ave. South #358
St. Petersburg, Florida 33701

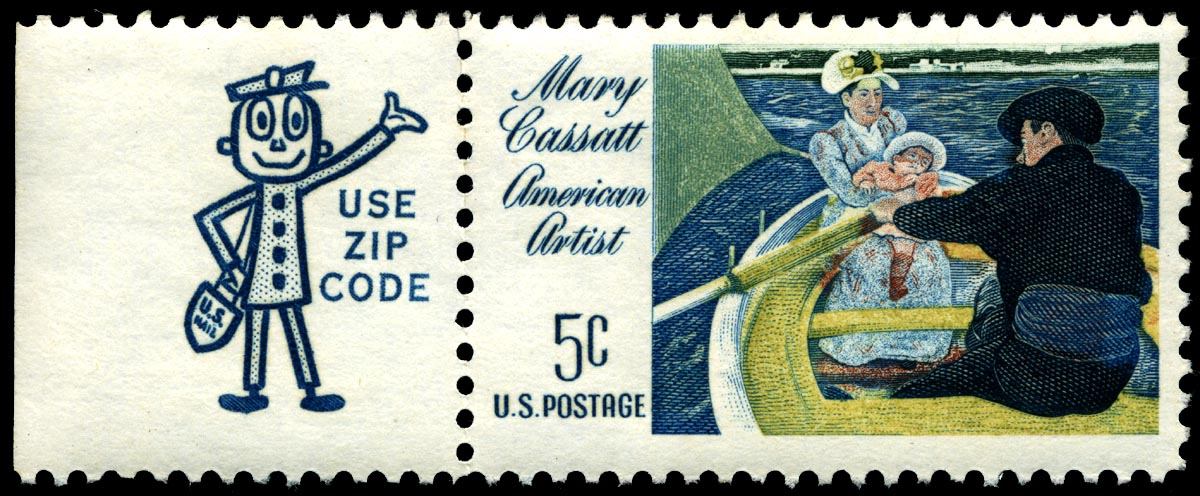
Mr. ZIP egy 1966-os ötcentes bélyegen az irányítószám használatára hívja fel a figyelmet: USE ZIP CODE

1967-ben a ZIP-kódok használatát kötelező jellegűvé tették másod- és harmadosztályú, tömeges küldemények számára. Az USPS hamarosan készített egy reklámfigurát – Mr. ZIP az irányítószám használatára hívta fel a nagyközönség figyelmét, mivel a cégek körében hamar elterjedt a ZIP-kód használata, de az átlagemberek hajlamosak voltak ZIP-kód nélküli, elsőosztályú tarifával ellátott leveleket küldeni. Az ilyen leveleket az USPS szabályzata szerint minden esetben meg kell próbálni kiszállítani. Különösen az idősebbek számára volt nehéz az irányítószám használata. Mr. ZIP először a gyorsan tanuló gyerekeket célozta tehát meg üzenetével, akik majd az elvárások szerint elmagyarázzák a rendszer lényegét szüleiknek és nagyszüleiknek. Mr. ZIP gyakran szerepelt bélyegek mellett vagy bélyegfüzeteken. Érdekes módon az USPS csak egyszer, 1974-ben adott ki bélyeget a ZIP-kódok használatáról, és ezen Mr. ZIP nem szerepelt.

### ZIP + 4
1983-ban az USPS egy kiterjesztett ZIP-kód formátumot kezdett el használni, a ZIP + 4-et:
Wikimedia Foundation Inc.
200 2nd Ave. South #358
St. Petersburg, FL 33701-4313
Az USPS az elmúlt években bevezetett egy „Find a ZIP Code” („keresd a [pontos] irányítószámot”) nevű szolgáltatást a weblapján, amely egy adott cím +4-es irányítószáma mellett a postai optikai karakterfelismerő rendszerek számára könnyebben értelmezhető formátumban nyomtatja ki a címet:
WIKIMEDIA FOUNDATION INC
200 2ND AVE S #358
SAINT PETERSBURG FL 33701-4313
A ZIP + 4 kód segítségével egy adott ZIP-kódhoz tartozó területen belül (például városban) könnyebben azonosítható egy adott cím (például háztömb, irodaépület vagy nagy volumenű postai forgalmat bonyolító vállalat). A +4 formátum használata nem kötelező, kivéve egyes jelentős postai forgalmat fogadó cégek esetén.
A leveleket egy többsoros optikai karakterfelismerő olvassa be, a címből meghatározza a ZIP + 4 kódot, és egy még részletesebb kézbesítési pontot is tartalmazó vonalkódot, egy 11 számjegyet tartalmazó, úgynevezett Postnet kódot nyomtat a küldeményre. Ennek a technológiának köszönhetően az elmúlt évtizedekben jelentős mértékben nőtt a postai kézbesítés sebessége és pontossága, így a postai költségek is alacsony szinten maradtak.
Postafiókok esetén általában minden egyes postafióknak külön ZIP + 4 kódja van. Az utolsó négy számjegyet általában az alábbiak alapján határozzák meg:
- A postafiók utolsó négy számjegye: PO Box 58001, Washington, D.C. 20037-8001
- A postafiók utolsó három számjegye és egy nulla: PO Box 12344, Chicago IL 60612-0344
- A postafiók száma és annyi nulla, hogy az kitegyen négy számjegyet: PO Box 52, Garrett Park MD 20896-0052

Postafiókok irányítószámára azonban nincsen egy adott szabály, úgyhogy minden egyes fiók +4-es kódját külön kell kikeresni.

### POSTNET – a postai vonalkód

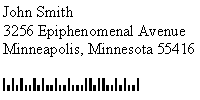
Öt számjegyű ZIP-kód Postnet vonalkóddal

A ZIP-kódot gyakran egy postai vonalkód formájában nyomtatják a küldeményekre, amelyeket így a postai válogató gépek könnyebben tudnak szortírozni. A többi vonalkódtól eltérően a Postnet rövid és hosszú vonalakat használ, nem pedig vékonyat és vastagot. Postnet kódokat a levél feladója is tud nyomtatni (például a Microsoft Word vagy a Wordperfect szövegszerkesztőkből), illetve a feladott küldeményre nyomtatja rá az USPS szortírozás közben. A posta automatizált rendszerei általában csak a vonalkódot olvassák ki, de végszükség esetén egy ember is meg tudja nézni a kézi címezést. Az automata rendszereknek van egy olyan apró hátrányuk, hogy a Postnet vonalkódot a képeslapok alsó centiméterére nyomtatják, gyakran a feladó utolsó mondatára vagy aláírására. Egyes képeslap-gyártók ezért már az újabb képeslapokon lefoglalják azt a területet, ahova a vonalkód kerül majd.

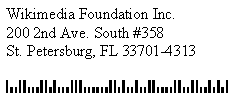
ZIP + 4 irányítószám Postnet vonalkóddal

A tömeges küldeményeket feladók árengedményt kaphatnak a postától, ha ők maguk nyomtatják a vonalkódot a küldeményre. Ehhez nem csak a megfelelő betűkészletre van szükség, hanem az USPS által elfogadott speciális, úgynevezett CASS tanúsítvánnyal ellátott szoftverre. Ez utóbbi ugyanis a nyomtatáson túl elkészíti és ellenőrzi a ZIP + 4 kódot, és a pontosabb kiszállítás érdekében még további két számjegyes kézbesítési pontot is rákódol a Postnet vonalkódra. Az árengedményhez emellett már a küldeményeket elő kell szortírozni és megfelelő dokumentációval kell ellátni.

## Kijelölése

### Földrajzi hely szerint
- Első számjegy: államcsoportot
- Második és harmadik számjegy: régió az államcsoporton belül vagy nagyváros
- Negyedik és ötödik számjegy: kisváros vagy városrész

Egy adott régió legjelentősebb városa kapja általában a régió első ZIP-kódját, majd a számozás az ábécésorrendet követi.
Általában elmondható, hogy az első három számjegy egy regionális szortírozó központ kódját jelentik, bár egy ilyen központnak több három számjegyes kódja is lehet. Az észak-virginiai Merrifield központhoz például a 220, 221, 222 és 223-as kódok tartoznak. Az is megeshet, hogy egy regionális központ a szomszédos államokat is kiszolgálja, általában azért, mert nincsen a közelben másik központ. Így van ez például az oklahomai 739-es körzettel, amelyet a kansasi Liberal szolgál ki; a 865-ös arizonai körzet az új-mexikói Galluphoz, a 961-es kaliforniai körzet pedig a nevadai Renóhoz tartozik.

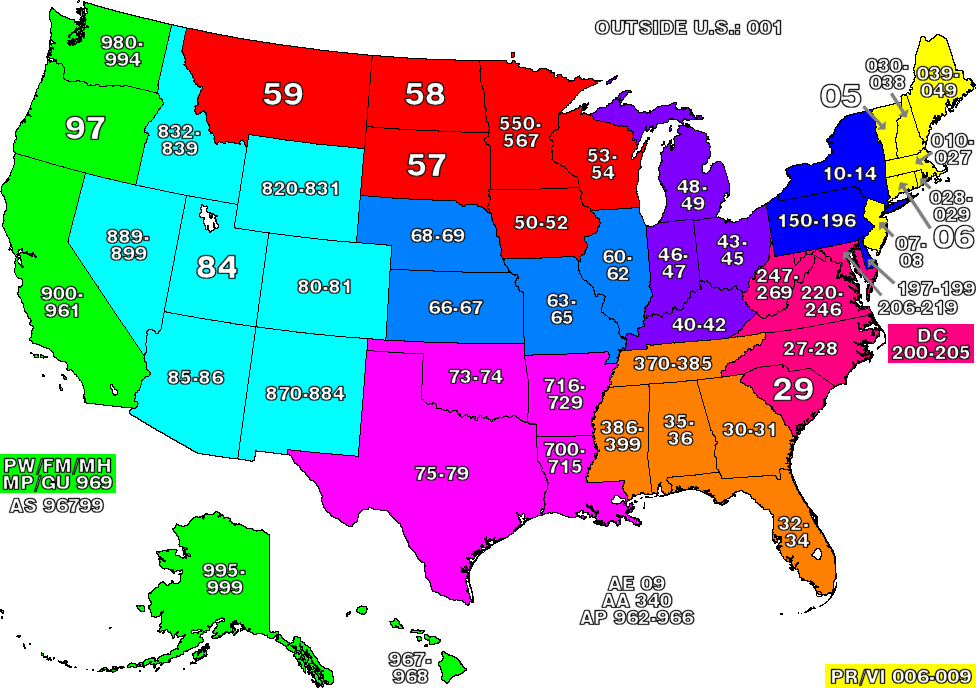
Az irányítószámok területi eloszlása

A ZIP-kódok száma általában az északkeleti 0-tól kezdve délre majd északra és nyugatra haladva emelkednek – kivétel ez alól Puerto Rico, az Amerikai Virgin-szigetek és az amerikai hadsereg külföldi bázisainál használt APO/FPO címek (Army Post Office / Fleet Post Office).
A legalacsonyabb ZIP-kód a New York állam-beli Holtsville (00501, itt található az amerikai adóhivatal, az IRS egyik központja). Egyéb alacsony számok: 00601 (Adjuntas, Puerto Rico), 01001 (Awagam, Massachusetts), 01002 (Amherst, Massachusetts).
A keleti parton délre haladva a számok emelkednek: 02115 (Boston), 10001 (New York), 19103 (Philadelphia), 20008 (Washington), 30303 (Atlanta) és 33130 (Miami)). Innen a számok nyugatra és északra haladva emelkednek: 402020 (Louisville, Kentucky), 50309 (Des Moines), 60601 (Chicago), 75201 (Dallas), 80202 (Denver), 94111 (San Francisco), 98101 (Seattle) és 99950 (Ketchikan, Alaszka).
A ZIP-kód első számjegye:
- 0 = Connecticut (CT), Massachusetts (MA), Maine (ME), New Hampshire (NH), New Jersey (NJ), Puerto Rico (PR), Rhode Island (RI), Vermont (VT), Virgin-szigetek (VI), Army Post Office Europe (amerikai hadsereg európai postahivatalai) (AE), Fleet Post Office Europe (amerikai haditengerészet európai postahivatalai) (AE)
- 1 = Delaware (DE), New York (NY), Pennsylvania (PA)
- 2 = District of Columbia (DC), Maryland (MD), Észak-Karolina (NC), Dél-Karolina (SC), Virginia (VA), Nyugat-Virginia (WV)
- 3 = Alabama (AL), Florida (FL), Georgia (GA), Mississippi (MS), Tennessee (TN), Army Post Office Americas (amerikai hadsereg amerikai kontinensen található külföldi postahivatalai) (AA), Fleet Post Office Americas (amerikai haditengerészet amerikai kontinensen található külföldi postahivatalai)(AA)
- 4 = Indiana (IN), Kentucky (KY), Michigan (MI), Ohio (OH)
- 5 = Iowa (IA), Minnesota (MN), Montana (MT), Észak-Dakota (ND), Dél-Dakota (SD), Wisconsin (WI)
- 6 = Illinois (IL), Kansas (KS), Missouri (MO), Nebraska (NE)
- 7 = Arkansas (AR), Louisiana (LA), Oklahoma (OK), Texas (TX)
- 8 = Arizona (AZ), Colorado (CO), Idaho (ID), Új-Mexikó (NM), Nevada (NV), Utah (UT), Wyoming (WY)
- 9 = Alaszka (AK), Amerikai Szamoa (AS), Kalifornia (CA), Guam (GU), Hawaii (HI), Északi-Mariana-szigetek (MP), Oregon (OR), Washington (WA), Army Post Office Pacific (amerikai hadsereg csendes-óceáni térségben található postahivatalai) (AP), Fleet Post Office Pacific (amerikai haditengerészet csendes-óceáni térségben található postahivatalai)(AP)

Fontos megjegyezni, hogy a ZIP-kódok nem feltétlenül kapcsolódnak egy adott földrajzi régióhoz, csupán a címek csoportosításához használatosak. ZIP-kód szerinti területek fedhetik egymást, egymás alá tartozhatnak vagy akár nem is kapcsolódhatnak semmilyen földrajzi viszonylathoz. Ritkán lakott területeken vagy postai szolgáltatás alá nem tartozó területekhez nem tartoznak ZIP-kódok, ezért az egyes ZIP-kódok által lefedett területek határait sem lehet pontosan megállapítani.
Az amerikai kormány szervezeteit Washingtonban és környékén 20200 és 20599 közötti ZIP-kóddal látták el. Ezek Washington alá tartozó kódok, és akkor is használatosak, ha történetesen nincsenek is Washingtonban. A Fehér Ház 20006-os ZIP-kód által lefedett területen található, ám az irányítószáma 20500. A Nuclear Regulatory Commission (NRC), az atomenergetikai felügyelő bizottság a marylandi Rockville-ben található. E város ZIP-kódja 20852, de a postát „Washington, D.C. 20555” címzéssel szállítják az NRC-be. Az amerikai szabadalmi hivatal, a United States Patent and Trademark Office korábban a virginiai Crystal City (22202) irodaházaiban volt található, de a ZIP-kódja „Washington, D.C. 20231” volt. Az USPTO azonban átköltözött a virginiai Alexandriába, ahol már az új 22313-1450-es ZIP + 4 kódot használja.
Ritkán az is megesik, hogy egy helység olyan ZIP-kódot kap, ami nem azonos az államában használt többivel. Ez olyankor szokott előfordulni, amikor a helység olyan távoli, hogy egy másik állam szortírozó központja szolgálja ki. Például a New York állam-beli Fishers Island ZIP-kódja 06390 és Connecticutból szolgálják ki – az összes New York-i ZIP-kód 1-gyel kezdődik (kivéve az adóhivatal Holtsville-i központját, 00501). Ugyanezért egyes texasi ZIP-kódokat Új-Mexikóból szolgálnak ki, és így a 7-es helyett 8-assal kezdődik az irányítószámuk.

#### Városok és ZIP-kódok szokatlan kapcsolata

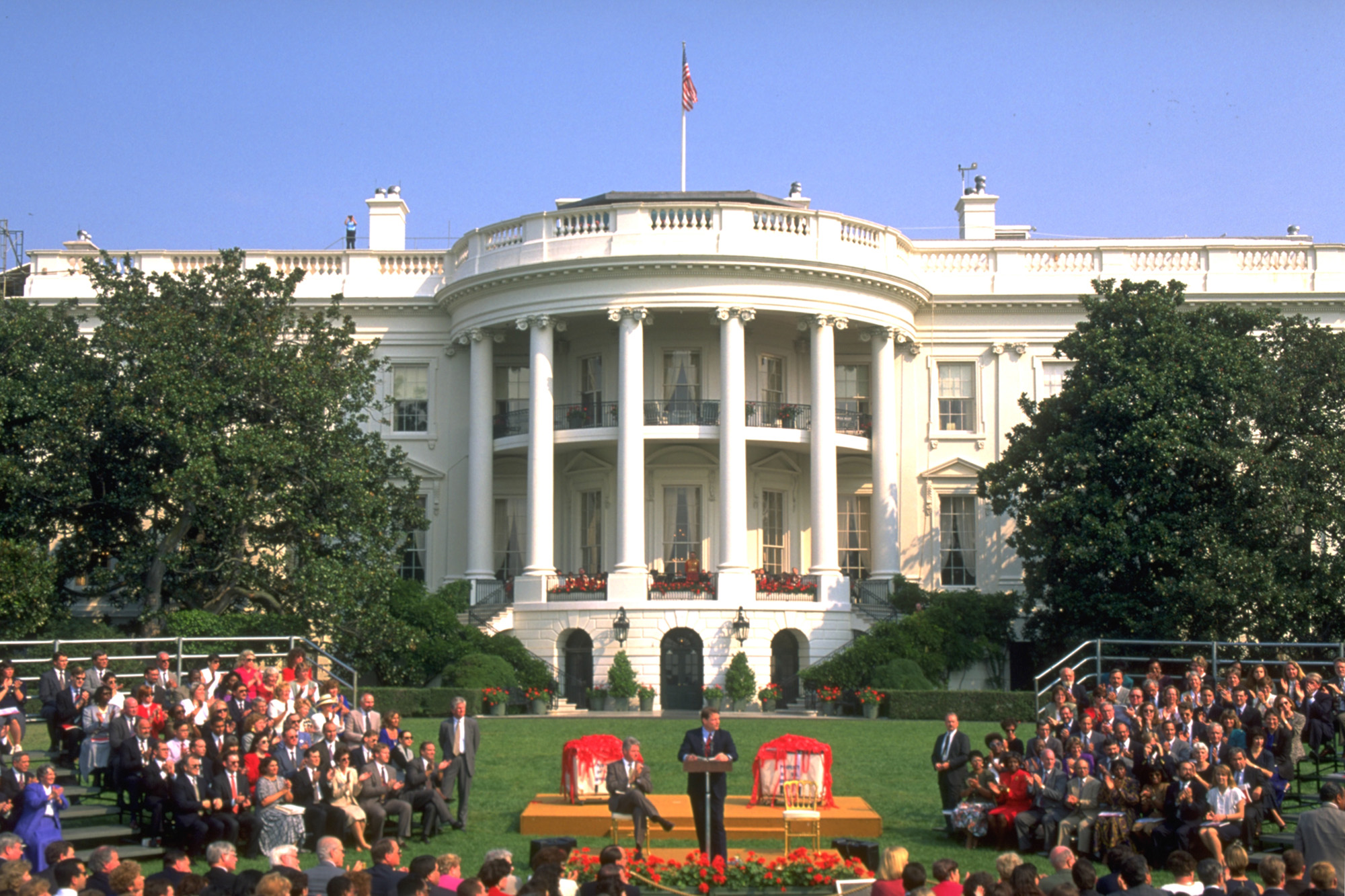
A Fehér Ház ZIP-kódja 20500

Egy cím ZIP-kódja és mellé írt városnév nem mindig jelenti azt, hogy a cím ténylegesen az adott városban található. Az USPS minden egyes ZIP-kódhoz egyetlenegy alapértelmezett nevet rendel hozzá. Ez lehet egy ténylegesen megalapított város, egy városrész vagy pedig egy megalapítatlan terület, egy népszámlálási zóna. Egyes további helységneveket az USPS elfogad, és kiszállítja a postát az adott ZIP-kódra, míg másokat nem (azaz ha valaki elkezdi Kutykuruttynak hívni a telke szélén álló házikót, attól a posta még nem feltétlenül fogja a Kutykurutty, XY 45678-9012 címre kiszállítani a leveleket).
Az USPS alapértelmezett helységnevei általában az a város, ahova a cím ténylegesen tartozik. A ZIP-kódok bevezetése óta alapított városok esetén azonban ez a név az USPS számára csak az „elfogadható” kategóriába tartozik, nem pedig az „alapértelmezettbe”. Több adatbázis automatikusan az alapértelmezett névvel tölti ki a helység nevét, figyelem nélkül az „elfogadott” névre. Példának okáért a kolorádói Centennial az USA történetének legnagyobb városegyesüléséből származik, ám hét különböző „alapértelmezett” ZIP-kód tartozik hozzá, az egyesülés előtti kisvárosoké: Aurura, Englewood vagy Littleton. Postai szempontból tehát a több, mint százezer lakosú Centennial nem létezik – a lakosok Aurora, Englewood vagy Littleton lakosai. A ZIP-kódok tárgymutatójában a centenniali címek ezen három város neve alatt szerepelnek. Mivel a Centennial név „elfogadott”, a hét közös ZIP-kód bármelyikkel lehet Centennialba levelet írni, azzal a feltétellel, hogy a címzett a volt Aurora, Englewood vagy Littleton lakosa.
Az „elfogadott” helységneveket gyakran hozzáadják a ZIP-kódhoz, mint az az előbbi Centennial példánál is látható volt. Több esetben azonban csakis az „alapértelmezett” nevet lehet használni, még akkor is, ha a ZIP-kód több címe egy másik városban található. Példának okáért a 85254-es irányítószám (Scottsdale, Arizona) területének 85%-a igazából a szomszédos Phoenix város része. A kavarodást az okozza, hogy a kiszolgáló posta Scottsdale-ben található. Emiatt több lakos úgy vélte, hogy Scottsdale-ben lakik, amikor pedig igazából Phoenix-i lakos.

#### ZIP-kódok felosztása és újbóli odaítélése
Akárcsak az amerikai telefonszámoknál, a ZIP-kódokat is néha megújítják vagy felosztják – általában akkor, amikor egy falusi területből külváros alakul ki. Az új irányítószámot a bejelentéskor lépnek életbe, és általában egyéves türelmi idő létezik, amely alatt a régi és az új ZIP-kódokat is lehet használni.
Gyors gyarapodásnak indult területeken néha szükség van új regionális postaközpont létesítésére, amelynek így természetesen szüksége lesz a saját három számjegyű azonosítójára. Amikor például a Washington Dulles repülőtéren, Virginiában megnyílt egy új központ, akkor az a 201-es számot kapta. Az összes terület irányítószáma, amelyet ez az új központ szolgált ki, tehát megváltozott a korábbi 220-ról vagy 221-ről az új 201-re.

### Használat vagy típus szerint
Háromfajta ZIP-kód létezik:
- egyedüli (nagy postaforgalmat lebonyolító cég vagy szervezet kapja)
- postafiók (egy adott postán található postafiókok kapják, másféle kézbesítési fajta nem használja)
- általános (az összes többi ZIP-kód)

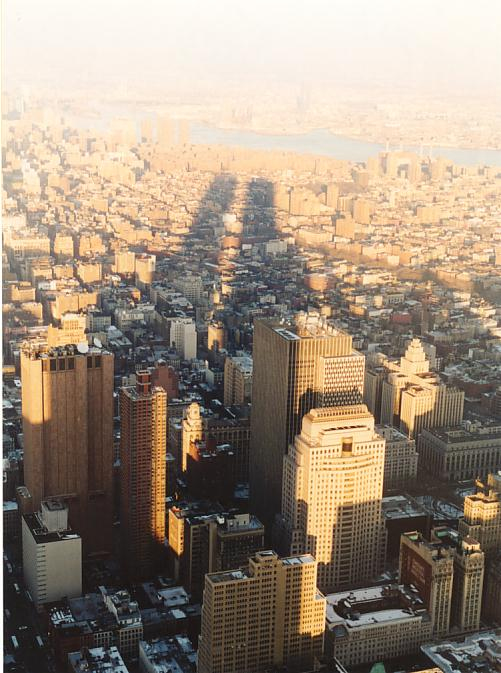
A World Trade Center ZIP-kódja 10048 volt

Egyedüli ZIP-kód lehet például egy kormányintézmény, egyetem, nagyvállalat vagy akár egyetlenegy épület, amely nagy postaforgalmat bonyolít le:
- 81009 – Federal Citizen Information Center (az amerikai kormány által kiadott nyomtatványok postázója) a kolorádói Pueblóban
- 43210 – Ohio State University (Ohioi Állami Egyetem) az Ohio állambeli Colombusban (a kampusz összes épületének saját +4 kódja van)
- 92803 – Disneyland Kaliforniában
- 32830 – Walt Disney World Floridában
- 30385 – A BellSouth távközlési társaság Atlantában
- 12345 – A General Electric központja a New York állambeli Schenectady-ban
- 10048 – A World Trade Center New Yorkban (a 2001. szeptember 11-ei terrortámadásig)
- 77230 – A Katrina hurrikán túlélői a houstoni Astrodome stadionban
- 20500 – A Fehér Ház. Az épületnek van egy másik, titkos ZIP + 4 kódja, amelyre az elnök és családja kap magánleveleket.

Példa a ZIP-kódok típus szerinti felosztására New Jersey állam Princeton városában:
- 08540 – általános (Princeton területén főleg ezt használják)
- 08541 – egyedüli (Educational Testing Service, amerikai sztenderd oktatási teszteket készítő és kiértékelő szervezet – SAT, TOEFL stb.)
- 08542 – általános (Pricenton belvárosa és néhány postafiók)
- 08543 – postafiók (kizárólag postafiókok számára a princetoni főpostán)
- 08544 – egyedüli (Princeton Egyetem)

Egy pár ZIP-kód nem mutatja a földrajzi hovatartozást – ilyenek például az amerikai fegyveres erők külföldi bázisain üzemeltetett postafiókjai, amelyeket a katonák és hozzátartozók úgy használhatják, mint ha az valahol az USA területén belül lenne. Így belföldi tarifával küldhetnek leveleket és fogadhatnak csomagokat (amelyeket például csomagküldő szolgálatok az országon kívülre nem kézbesítenek. Az AP (Area Pacific, csendes-óceáni postai körzet), AE (Area Europe, európai postai körzet) és AA (Area Americas, amerikai postai körzet) rövidítéseket 1991-ben készítették, hogy a felváltsák a korábban használt APO/FPO irányítószámokat.
Az összes amerikai hadihajónak saját irányítószáma van. Az Enterprise osztályú USS Enterprise repülőgép-hordozóhoz a 09543-2810 ZIP-kód tartozik. A USS Nevada Ohio osztályú ballisztikusrakéta-hordozó tengeralattjáró irányítószáma 96698-2114.
Egy kifejezetten különleges ZIP-kód a 48222, a michigani Detroit vízi postahivatala – a Nagy-tavakon átkelő hajókra és hajókról ezen az irányítószámon keresztül lehetett levelet küldeni. A 48222 fajtája utolsó képviselője.

## Egyéb használata

### Szállítmányozó szolgálatok
Az amerikai postán kívül a ZIP-kódot használja több szállítmányozó vállalat, így a FedEx, a United Parcel Service vagy a DHL, hogy hatékonyabban juttathassa célba a küldeményeket és ne kelljen egy másik, kevésbé pontos kóddal leírni a célállomást (például IATA repülőtéri kóddal).

### Statisztika
A ZIP-kódot nem csak postai kézbesítésre, hanem területi statisztikák nyilvántartására is használják. A népszámlálással foglalkozó US Census Bureau is a ZIP-kód alapján tartja nyilván egy adott terület népességét, összetételét.

### Marketing
Direkt marketing célokhoz is használják a ZIP-kódot. Vásárláskor az eladó megkérdezheti, hogy a vásárló melyik ZIP-kód alatt lakik, hogy így vállalati szinten felmérhessék, hogy például a fogyasztók egy adott üzletbe milyen messziről járnak el. Az adatok kielemzésével a vállalat dönthet új üzletek megnyitása mellett. Szintén a ZIP-kód alapján készült statisztikák segítségével állapítják meg a biztosítók egy adott lakás biztosítási költségét (betörések és  egyéb biztosítási események száma).

### Interneten
Egy ZIP-kód beírásával egy hagyományos üzlethálózattal is rendelkező online cég kilistázhatja a legközelebbi boltokat, ahol a vevő átveheti rendelését.

## Érdekességek
- 1964-ben, népszerűségének csúcsán az erdőtüzek megelőzésére létrehozott Smokey Bear, az amerikai erdészeti hivatal kabalaállata, annyi rajongói levelet kapott, hogy saját ZIP-kódot is adtak neki: 20252
- A nevadai sivatag közepén évente egyszer megrendezett Burning Man kéthetes nyári fesztivál is kapott saját irányítószámot: Black Rock City, NV 89412
- A 12345 a General Electric központjának irányítószáma a New York állambeli Schenectady-ban. A céget minden karácsonykor elárasztják a télapónak írt levelek, amelyeket az „Északi Sark, 12345” címre küldtek.
- Az ohioi New Falls irányítószáma 44444 - a város egyik honlapja a 44444.com címen érhető el.
- A 90210 a kaliforniai Beverly Hills irányítószáma, tévénézők milliói ismerik a 90210 Beverly Hills sorozatból.
- 2000 óta a National Geographic minden egyes amerikai számában bemutat egy ZIP-kódot a ZipUSA sorozatának részeként. Ezt a szokást a magazin magyar kiadása is átvette, itt magyar irányítószámokhoz kapcsolódó történeteket mutatnak be.